# Бунряку
Бунряку (яп. 文暦 бунряку) — девиз правления (нэнго) японского императора Сидзё, использовавшийся с 1234 по 1235 год .

## Продолжительность
Начало и конец эры:
- 5-й день 11-й луны 2-го года Тэмпуку (по юлианскому календарю — 27 ноября 1234);
- 19-й день 9-й луны 2-го года Бунряку (по юлианскому календарю — 1 ноября 1235).

## Происхождение
Название нэнго было заимствовано:
- из 10-го цзюаня «Вэньсюань»:「皇上以叡文承暦」[3];
- из Книги Тан:「掌天文暦数」[3].

## События
даты по юлианскому календарю
- 1234 год (1-й год Бунряку) — составлен «Синтёкусэн вакасю» (яп. 新勅撰和歌集, Новое собрание японских песен, составленных по повелению императора);
- 1234 год (12-я луна 1-го года Бунряку) — сёгун Кудзё Ёрицунэ поднялся до 1-го ранга 3-го класса в придворной иерархии[5].

## Сравнительная таблица
Ниже представлена таблица соответствия японского традиционного и европейского летосчисления. В скобках к номеру года японской эры указано название соответствующего года из 60-летнего цикла китайской системы гань-чжи. Японские месяцы традиционно названы лунами.
| 1-й год Бунряку (Деревянная Лошадь) | 1-я луна       | 2-я луна*  | 3-я луна  | 4-я луна  | 5-я луна* | 6-я луна | 7-я луна*             | 8-я луна   | 9-я луна*   | 10-я луна  | 11-я луна* | 12-я луна  |                |
| ----------------------------------- | -------------- | ---------- | --------- | --------- | --------- | -------- | --------------------- | ---------- | ----------- | ---------- | ---------- | ---------- | -------------- |
| Юлианский календарь                 | 31 января 1234 | 2 марта    | 31 марта  | 30 апреля | 30 мая    | 28 июня  | 28 июля               | 26 августа | 25 сентября | 24 октября | 23 ноября  | 22 декабря |                |
| 2-й год Бунряку (Деревянная Коза)   | 1-я луна*      | 2-я луна   | 3-я луна* | 4-я луна  | 5-я луна* | 6-я луна | 6-я луна (високосная) | 7-я луна*  | 8-я луна    | 9-я луна*  | 10-я луна  | 11-я луна* | 12-я луна      |
| Юлианский календарь                 | 21 января 1235 | 19 февраля | 21 марта  | 19 апреля | 19 мая    | 17 июня  | 17 июля               | 16 августа | 14 сентября | 14 октября | 12 ноября  | 12 декабря | 10 января 1236 |

* звёздочкой отмечены короткие месяцы (луны) продолжительностью 29 дней. Остальные месяцы длятся 30 дней.